# Margaret O'Brien
Margaret O'Brien (San Diego, Califórnia, 15 de Janeiro de 1937) é uma atriz norte-americana. Ganhou o Oscar como melhor atriz infantil em 1945. Foi uma das mais famosas atrizes infantis de Hollywood na década de 40.

## Sinopse
Angela Maxine O'Brien, cujo nome nome artístico é Margaret O´Brien, nasceu em San Diego, Califórnia, filha de circenses. Logo de início destacou-se de outras crianças com sua interpretação formidável. Assinou contrato logo com a MGM.
Aos quatro anos de idade, Margaret fez sua primeira aparição no filme Babes on Broadway (1941). Em 1942, com cinco anos, fez o papel de uma órfã de guerra em Journey for Margaret. Com sete anos, e emprestada a FOX, contracenou com Joan Fontaine e Orson Welles em Jane Eyre (1944). Provavelmente seu papel mais memorável foi como Tootie no filme de Vincente Minnelli, Meet Me in St. Louis (1944), com o qual ganhou um Oscar como melhor atriz infantil.
A partir dos anos 50, com a adolescência, sua carreira começou a declinar, e ela trabalhou bem menos até entrar na obscuridade. Ainda fez algumas tentativas frustradas de voltar ao sucesso. Nos anos oitenta tentou retornar com o filme Amy (1981), mas não deu certo.
Seus maiores sucessos foram os papéis que interpretou em criança e que lhe garantiram a simpatia de todos. Sua graça, sua capacidade e seu bom temperamento cativaram todos que a conheceram.

## Filmografia

### Cinema

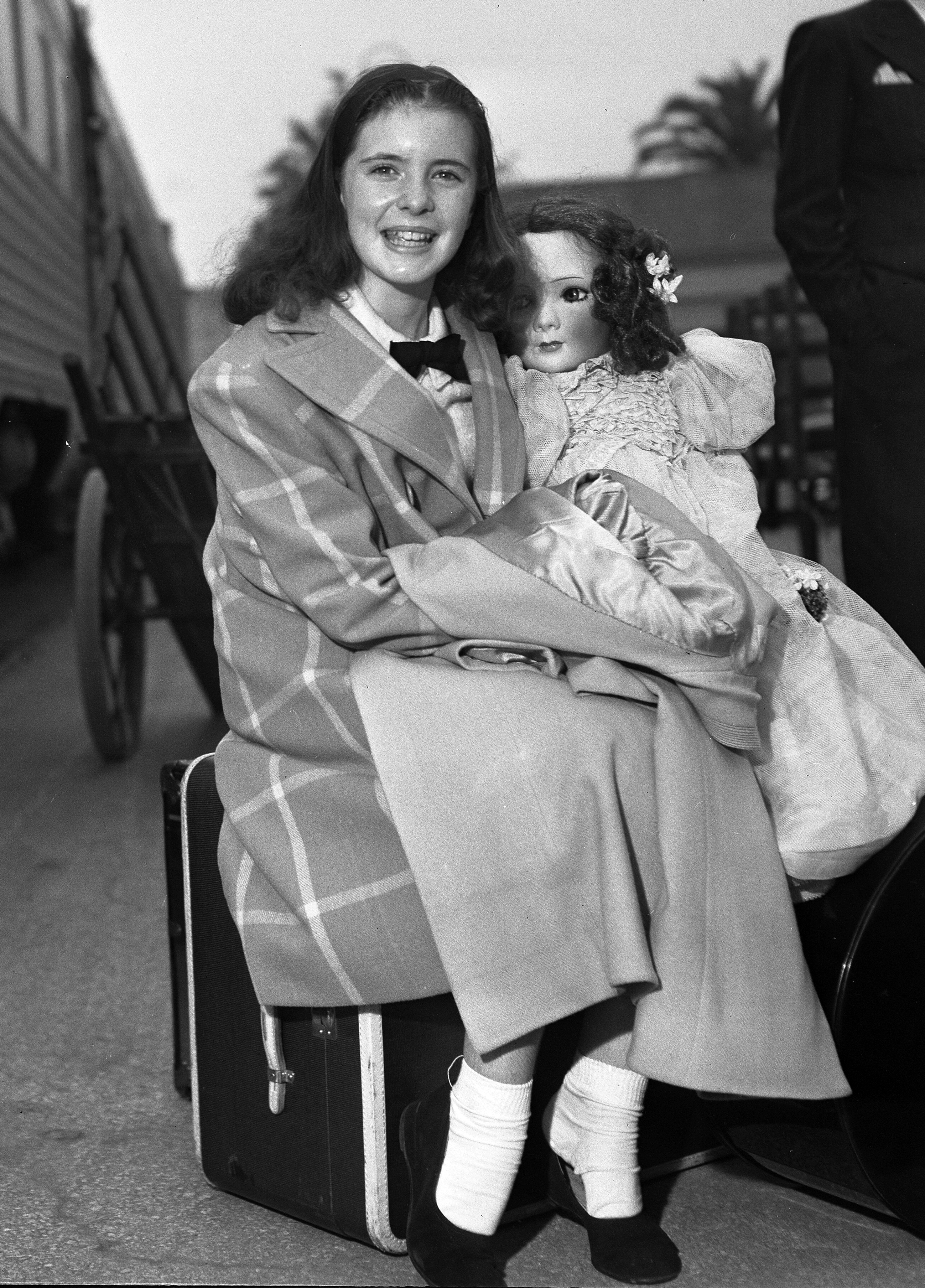
Margaret O'Brien (1948)

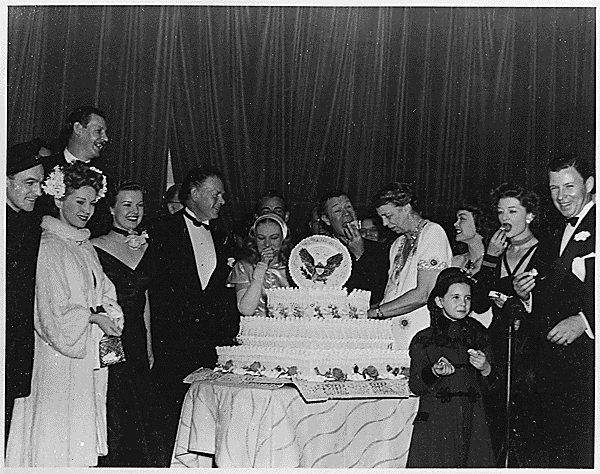
Margaret O'Brien (frente à direita) em uma festa com Eleanor Roosevelt.

- Elf Sparkle Meets Christmas the Horse (2009)
- Frankenstein Rising (2009)
- Dead in Love (2009)
- Dead Season (2002)
- Sunset After Dark (1996)
- Amy (1981)
- Diabolic Wedding (1974)
- Annabelle Lee (1968)
- Heller in Pink Tights (1960)
- Glory (1956)
- Futari no hitomi (1952)
- Her First Romance (1951)
- The Secret Garden (1949)
- Little Women (1949)
- Big City (1948)
- Tenth Avenue Angel (1948)
- The Unfinished Dance (1947)
- Three Wise Fools (1946)
- Bad Bascomb (1946)
- Our Vines Have Tender Grapes (1945)
- Music for Millions (1944)
- Meet Me in St. Louis (1944)
- The Canterville Ghost (1944)
- Jane Eyre (1944)
- Lost Angel (1943)
- Madame Curie (1943)
- Thousands Cheer (1943)
- Dr. Gillespie's Criminal Case (1943)
- You, John Jones! (1943)
- Journey for Margaret (1942)
- Babes on Broadway (1941)

### Televisão
- Testimony of Two Men (1977)
- Death in Space (1974)
- Maggie (1960)
- Little Women (1958)